# Valerioanthus
Valerioanthus é um género botânico pertencente à família Myrsinaceae.